# جان فرانسوا ريتشارد
جان فرانسوا ريتشارد (بالفرنسية: Jean-François Richard)‏ (23 أكتوبر 1967 فرنسا - ) هو لاعب كرة قدم فرنسي يلعب كمدافع.

## روابط خارجية
- جان فرانسوا ريتشارد على موقع قاعدة بيانات كرة القدم.إي يو (الإنجليزية)